# New Utrecht
New Utrecht – dzielnica Brooklynu w Nowym Jorku.
Nazwa wywodzi się od miasta Utrecht w Holandii. Zostało zasiedlone w 1652 roku przez Corneliusa van Werckhovena, który pochodził właśnie z Utrechtu. W 1657 roku New Utrecht otrzymało status miasteczka, a w 1661 roku otrzymało statut. W tamtym czasie tereny te należały do kolonii Nowa Holandia. 1 lipca 1884 miasto zostało włączone do miasta Brooklyn, które 1 stycznia 1898 roku stało się częścią Nowego Jorku.